# The Fickle Husband and the Boy
The Fickle Husband and the Boy  è un cortometraggio muto del 1909 diretto da Lewin Fitzhamon.

## Trama
Un ragazzino, per amore di sua sorella, impedisce al cognato di continuare a flirtare con una ragazza.

## Produzione
Il film fu prodotto dalla Hepworth.

## Distribuzione
Distribuito dalla Hepworth, il film - un cortometraggio di 137 metri - uscì nelle sale cinematografiche britanniche nel 1909. Nel maggio dello stesso anno, la Alfred L. Harstyn & Co. lo distribuì negli Stati Uniti con il titolo The Fickle Husband.
Si conoscono pochi dati del film che, prodotto dalla Hepworth, fu distrutto nel 1924 dallo stesso produttore, Cecil M. Hepworth. Fallito, in gravissime difficoltà finanziarie, il produttore pensò in questo modo di poter almeno recuperare il nitrato d'argento della pellicola.